# Temnothorax punicans
Temnothorax punicans is een mierensoort uit de onderfamilie van de Myrmicinae. De wetenschappelijke naam van de soort is voor het eerst geldig gepubliceerd in 1863 door Roger.